# كسكس الحمامة
كسكس الحمامة هو طبق جزائري تقليدي، يعود أصله إلى من منطقة البليدة الواقعة في سهل متيجة.

## نبذة
يُعد طبق كسكس الحمامة من الأطباق التقليدية الشهيرة في البليدة، ويتميز باستخدام أعشاب برية موسمية تجعله شائعًا في المناطق الغابية والريفية.
يُحضر هذا الطبق من السميد المخلوط مع الأعشاب مثل الحلحل (اللافندر البري)، والفليو (النعناع البري)، والتيمرسات (الزعتر الأسود)، والبنعام (الخشخاش)، والزعتر،  والويزة ومريوث والزعفران وإكليل الجبل .
يحضير كسكس الحمامة من نباتات تغسل وتنزع جذورها ثم تقطع و تخلط مع الكسكس الملفوف يدويا والمطهو على البخار في الكسكس.  يمكن رش الطبق بزيت الزيتون وقليل من السكر المطحون.
يُعتبر طبق كسكس الحمامة من الأطباق الرمزية لفصل الربيع في البليدة، حيث يُحضَّر خلال المناسبات كشهر رمضان والمواسم الدينية. وتتحول عملية جمع الأعشاب وتحضيره إلى تظاهرة ثقافية تُرافقها الأغاني والأشعار الشعبية وسط أجواء فرحة.